# Взаємодіючі галактики

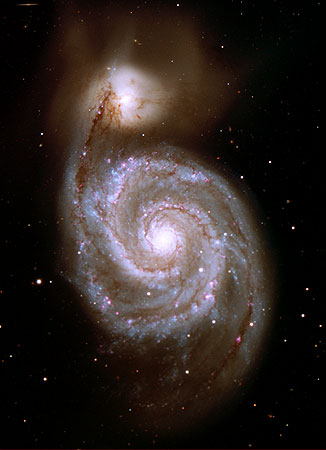
Галактика Вир (M51) і її супутник NGC 5195. Фотографія обсерваторії Кітт-Пік.

Взаємоді́ючі гала́ктики — галактики, розташовані в просторі досить близько, щоб взаємна гравітація істотно впливала на форму, рух речовини й зір, на процеси зореутворення, а в деяких випадках — і на обмін речовиною між галактиками. Для взаємодіючих галактик характерна наявність «хвостів», «мостів» і викидів речовини.
Зіткнення галактик є звичайним явищем в еволюції Всесвіту. Галактики мають розміри порядку сотень тисяч світлових років, а в групах галактик відстані між ними вимірюються мільйонами світлових років.

## Історія дослідження

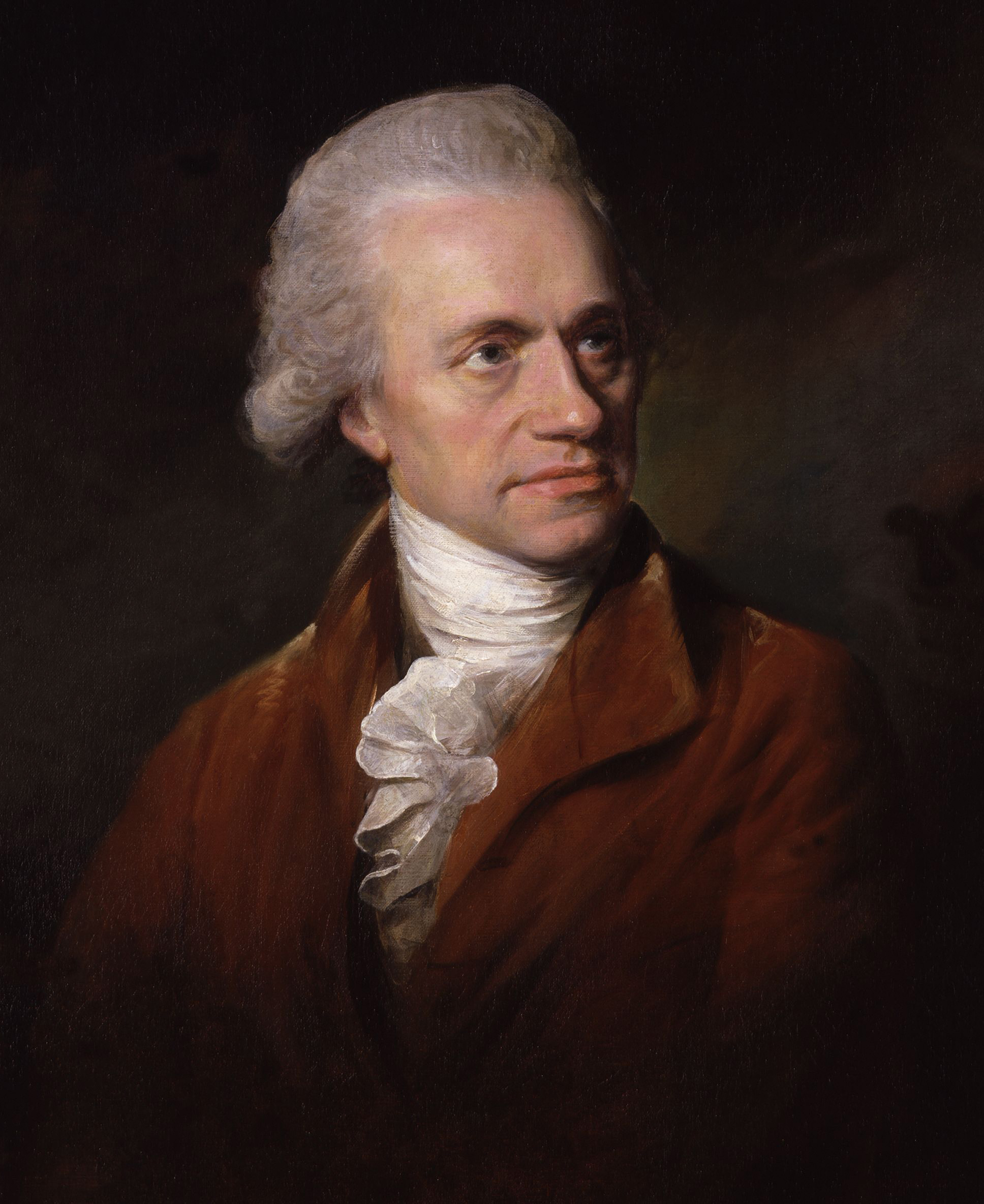
Вільям Гершель

Розподіл галактик у просторі дуже неоднорідний, вони об'єднуються в пари, групи та скупчення галактик. Ще наприкінці XVIII в. В.Гершель виявив, що багато туманностей, які він абсолютно правильно вважав подібними до Чумацького Шляху зоряними островами, входять до складу подвійних і кратних систем. Деякі туманності виявилися навіть пов'язаними слабосвітними перемичками. У першій половині ХХ століття Е.Габбл і В.Бааде побилися об заклад на 20 доларів, хто перший доведе, що знайдена ним галактика — поодинока. Парі ніхто не виграв, оскільки завжди по сусідству виявлялася інша, яка могла бути фізично пов'язаним супутником.
Відомий радянський астроном Борис Олександрович Воронцов-Вельямінов першим почав дослідження таких об'єктів, дав їм назву «взаємодіючі галактики». Він описав і заніс до каталогів тисячі взаємодіючих систем, зокрема рідкісні за своєю структурою та формою галактики, незвичайний зовнішній вигляд яких досі бентежить астрономів.
Взаємодіючі галактики почали систематично спостерігати в 50-і роки Е.Гольмберг, Б. А. Воронцов-Вельямінов, Ф.Цвіккі і Х.Арп. Однак аж до 70-х років, коли розвиток теорії і комп'ютерної техніки дозволив створити реалістичні моделі гравітаційної взаємодії галактик, цим об'єкта не приділяли великої уваги.
Перша спроба моделювання тісного зближення галактик була здійснена ще в 1941 р. Шведський астроном Е.Гольмберг скористався тим, що освітленість від джерела зменшується, як і гравітаційна сила, обернено пропорційно квадрату відстані до спостерігача, і розглянув відносний рух двох галактик, кожна з яких була представлена набором рухомих лампочок. Вимірюючи освітленість у різних точках модельної галактики за допомогою фотоелемента, Хольмберг пересував лампочки відповідно до неоднорідностей такого «гравітаційного» поля. За допомогою такого нестандартного підходу він передбачив деякі результати, отримані набагато пізніше за допомогою комп'ютерного моделювання.
1972 року з'явилася робота братів Тумре, в якій було наочно показано, що морфологічні особливості галактик природним чином можуть бути пояснені гравітаційною взаємодією між ними. Ця робота стала основою для нового підходу до проблеми формування структури сучасних галактик. Відповідно до цього підходу, характеристики галактики визначаються не початковими умовами, а подальшою її еволюцією, під час якої галактика активно взаємодіє зі своїм оточенням (іншими галактиками, карликовими супутниками, міжгалактичним середовищем). Один з братів — А.Тумре — навіть висловив припущення, що всі еліптичні галактики утворено шляхом злиття спіральних (це припущення отримало назву «гіпотеза злиттів»). Зараз вважається, що на властивості галактик впливають і початкові умови, і подальша еволюція, однак співвідношення між цими факторами залишається поки невідомим.

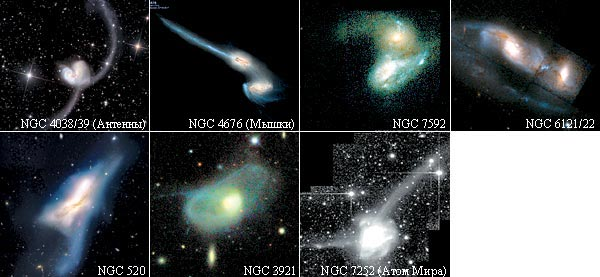
Галактики на різних стадіях злиття з послідовності Тумре

Алар Тумре зробив добірку з 11 незвичайних галактик-мержерів, які, у певній послідовності, показують різні стадії взаємодії — від першого близького прольоту й «розпускання хвостів» до подальшого злиття в єдиний об'єкт з «вусами», «петлями» й «клубами диму».
Але справжній прорив у дослідженнях забезпечив космічний телескоп імені Габбла. Одна з реалізованих на ньому дослідних програм полягала в тривалому — до 10 діб поспіль — спостереженні двох невеликих ділянок неба в Північній і Південній півкулях неба. Ці знімки отримали назву глибоких полів «Габбла». На них видно велику кількість далеких галактик. До деяких із них більше 10 мільярдів світлових років, а значить, вони на стільки ж років молодші сусідів нашої Галактики. Результат досліджень зовнішнього вигляду, або, як кажуть, морфології далеких галактик, виявився приголомшливим. Як би Едвін Габбл мав під рукою тільки зображення галактик з глибоких полів, навряд чи він побудував би свій «камертон». Серед галактик віком близько половини віку Всесвіту майже 40 % об'єктів не вкладаються в стандартну класифікацію. Значно більшою виявилася й частка галактик з помітними слідами гравітаційної взаємодії, а значить, нормальні галактики мали в «молодості» пройти через стадію сильної взаємодії чи злиття з сусідами. У щільнішому середовищі раннього Всесвіту зіткнення й злиття виявилися найважливішим фактором еволюції галактик.

## Характер взаємодії
Характер взаємодії залежить від багатьох факторів. Наприклад, від того, чи має галактика диск, чи багато в ній міжзоряного газу, на яку відстань підходить до неї сусідня галактика, в якому напрямку і з якою швидкістю вона рухається, як орієнтована її орбіта. Тому форми взаємодіючих систем різноманітні. Але можна зробити один висновок: якщо галактики не випадково зустрілися в просторі, а утворюють систему, то їх взаємодія рано чи пізно має призвести до тісного зближення й подальшого злиття. Цей процес може тривати понад мільярд років. Такі взаємодіючі системи справді були виявлені серед відомих галактик. У них спостерігаються подвійні, рідше кратні ядра, світлі струмені, колись викинуті в міжгалактичний простір речовини або надзвичайно протяжні зоряні «корони».
Взаємодія грає дуже велику роль в еволюції зоряних систем. Багато галактик мали б відчути сильну взаємодію, що завершилася злиттям, у далекому минулому. Зараз їх зовнішній вигляд може бути абсолютно нормальний, і тільки особливі дослідження дозволяють запідозрити колись пережиті ними бурхливі процеси. Так, найближча до нас радіогалактика Центавр А вважається результатом злиття еліптичної системи з дисковою, міжзоряний газ який утворив велетенський газопиловий диск. Він розташований до нас ребром і тому його видно на фотографіях як темну смугу, що перетинає галактику. Можна припустити, що мільярди років тому взаємодія і злиття галактик відбувалися значно частіше — адже багато галактик вже встигли до цього часу злитися в єдині системи. І дійсно, проведені на Космічному телескопі імені Габбла спостереження далеких і слабких галактик, світло від яких летіло до нас мільярди років, показали, що серед них підвищена частка взаємодіючих систем.
Взаємодія галактик не обмежується простою зміною їх структури або типу. Взаємний вплив навіть порівняно далеких галактик часто призводить до спалаху зореутворення в одній з них, або в обох. Припливна взаємодія галактик сприяє формуванню масивних хмар газу. Крім того, відносні швидкості хмар зростають, і вони частіше зіштовхуються одна з одною. Саме ці процеси багато в чому визначають інтенсивність народження зір. Нарешті, серед взаємодіючих галактик досить багато систем з активними ядрами. За сучасними уявленнями, для активності ядра потрібен масивний компактний об'єкт у центрі галактики і газ, який може вільно падати на нього.

## Роль досліджень взаємодіючих галактик
Дослідження взаємодіючих галактик дає можливість детально вивчити зіткнення велетенських зоряних систем, які відбуваються в природі. Це один з найбільш грандіозних процесів у Всесвіті, і саме він, як вважається, може призводити до народження об'єктів і явищ абсолютно нового типу (квазарів, радіогалактик, надпотужних джерел інфрачервоного випромінювання, гамма-спалахів[джерело?] і т. д.). Крім того, при гравітаційному збурені різні підсистеми галактик (газовий і зоряний диски і т. д.) починають відігравати активну роль (наприклад, поглинати енергію) і, отже, дають про себе нову інформацію.

## Квазари— результат зіткнення галактик
Спостереження, виконані в інфрачервоному діапазоні електромагнітного спектра за допомогою Космічного телескопа імені Габбла, дозволи з'ясувати деякі особливості походження квазарів, найяскравіших об'єктів у нашому Всесвіті. Деякі дослідники вважають, що квазари виникають тоді, коли галактики зіштовхуються одна з одною.

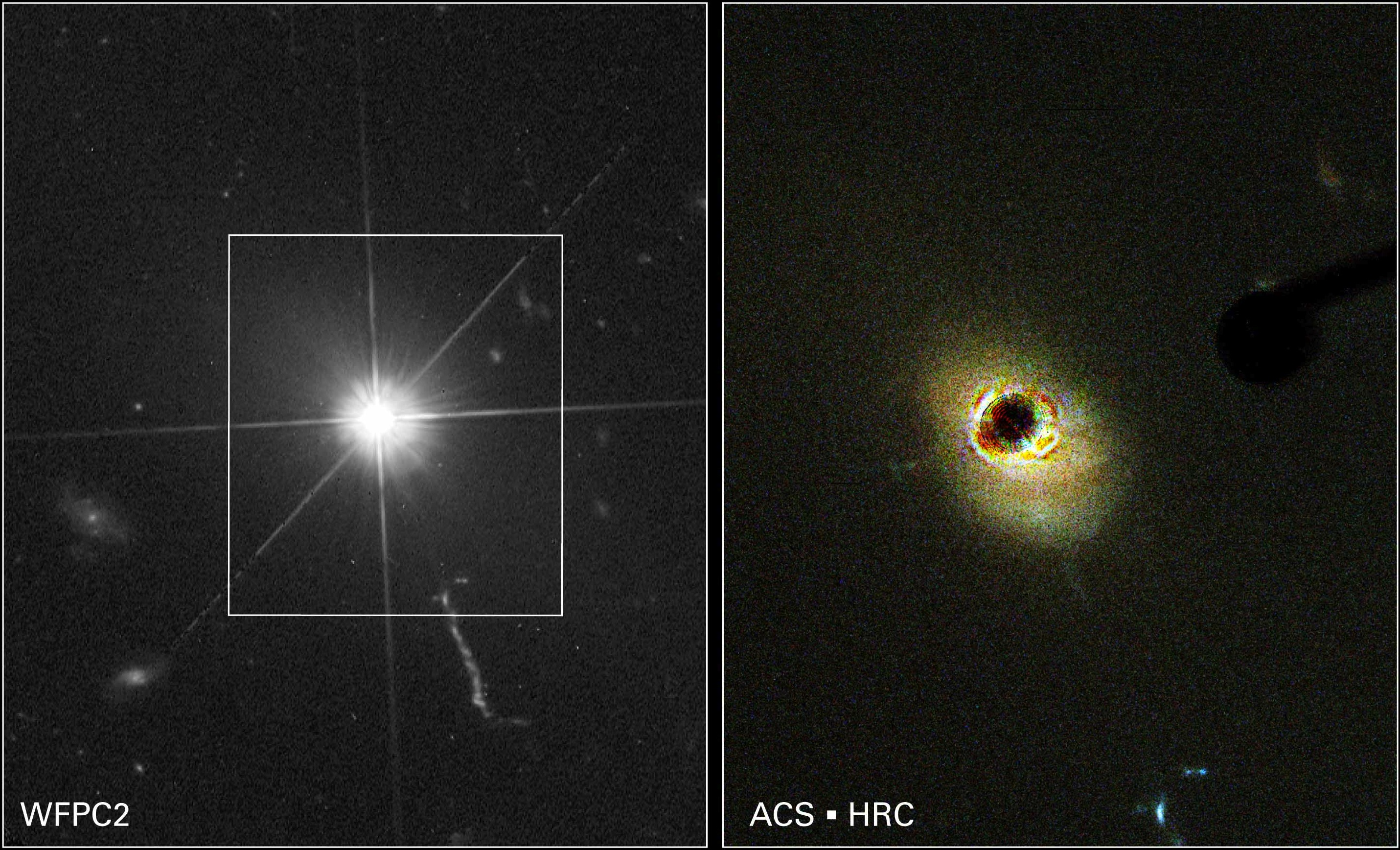
Фотографія телескопа Hubble, зображено ядро квазара

Квазари випромінюють стільки енергії, як сукупно трильйон зір. За останні два десятиліття дослідники дійшли висновку, що основну енергію випромінювання квазарів забезпечують надмасивні чорні діри, які містяться в ядрах далеких галактик. Але звідки надмасивні чорні діри беруть паливо? Є припущення, що таку енергію можна отримати внаслідок злиття двох галактик.
«Спостереження Габбла показують, що активність квазара в ранньому Всесвіті забезпечують галактики, які стикаються, а потім зливаються в одне ціле».
Ґлікман з колегами спостерігав за допомогою ширококутної камери (Wide Field Camera 3) Космічного телескопа імені Габбла. 11 квазарів в епоху максимуму зореутворення у Всесвіті, тобто 12 млрд років тому. Ці квазари оточені пилом, що закриває їх видиме світло, але інфрачервоні промені вказує: зіткнення галактик приводить до зростання активності чорної діри.

## Моделювання
Проблема передбачення руху великої кількості масивних тіл, що взаємодіють за законом всесвітнього тяжіння, отримала в фізиці назву задачі N тіл. Розв'язати її можна тільки методами чисельного моделювання. Задавши маси і положення тіл у початковий момент, можна за законом тяжіння обчислити діючі на них сили. Вважаючи ці сили незмінними протягом короткого відрізка часу, можна розрахувати нове положення всіх тіл за формулою рівноприскореного руху. А повторюючи цю процедуру тисячі й мільйони разів, можна змоделювати еволюцію всієї системи.
У галактиці на кшталт нашої понад сто мільярдів зір. Безпосередньо розрахувати їх взаємодію не в змозі навіть сучасні суперкомп'ютери. Доводиться вдаватися до різного роду спрощень і хитрощів. Наприклад, можна представляти галактику не реальною кількістю зір, а такою, яку в змозі обрахувати комп'ютер. У 1970-х роках брали всього по 200—500 точок на галактику. Але розрахунок еволюції таких систем призводив до нереалістичних результатів. Ішла боротьба за збільшення кількості тіл у моделях. Зараз зазвичай беруть по кілька мільйонів зір на галактику, хоча в окремих випадках при моделюванні зародження перших структур у Всесвіті використовують до десяти мільярдів точок.
Інше спрощення полягає в наближеному розрахунку взаємного тяжіння тіл. Оскільки сила тяжіння швидко зменшується з відстанню, тяжіння кожної далекої зорі не обов'язково обчислювати окремо. Далекі об'єкти можна згрупувати, замінивши однією точкою сумарної маси. Ця методика отримала назву Tree code (від англ. tree — дерево, оскільки групи зір збираються в складну ієрархічну структуру). Зараз це найпопулярніший підхід, який значно прискорює обчислення.
Надалі астрономи розробили спеціалізований процесор GRAPE, який дуже ефективно розраховує взаємне гравітаційне тяжіння N тіл. Чисельне розв'язання задачі N тіл підтвердило ідею братів Тумре про те, що дві спіральні галактики при зіткненні можуть злитися в один об'єкт, дуже схожий на еліптичну галактику. Незадовго до отримання цього результату відомий астроном Жерар де Вокулер на симпозіумі Міжнародного астрономічного союзу скептично заявляв: «Після зіткнення ви отримаєте зламаний автомобіль, а не новий тип автомобіля». Але в світі взаємодіючих галактик два автомобілі, які зіткнулися, як це не дивно, перетворюються на лімузин.

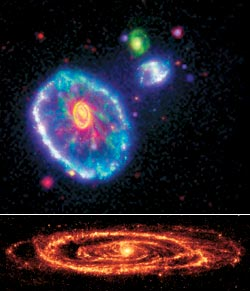
Галактика Колесо Воза (Cartwheel, ліворуч) мільйони років назад зазнала удару перпендикулярно площині диска. Його слід — кільце активного зореутворення, яке розширюється. Інфрачервоні спостереження виявили подібне кільце й у Туманності Андромеди (M31, внизу)

Наслідки злиття галактик виявляються ще більш вражаючими, якщо врахувати наявність у них газової складової. На відміну від зоряної складової газ може втрачати кінетичну енергію: вона переходить в тепло, а потім — у випромінювання. При злитті двох спіральних галактик це призводить до того, що газ «стікає» до центру продукту злиття — мержера. Частина цього газу дуже швидко перетворюється на молоді зорі, що призводить до феномену надяскравих інфрачервоних джерел.
Цікавий також ефект від зіткнення маленького «супутника» з великою спіральною галактикою. Остання в результаті збільшує товщину свого зоряного диска. Статистичні дані спостережень підтверджують результати чисельних експериментів: спіральні галактики, що входять до складу взаємодіючих систем, у середньому в 1,5-2 рази товстіші, ніж поодинокі. Якщо менша галактика влучає у велику спіральну перпендикулярно до її площини, то в диску розходяться кільцеподібні хвилі щільності, як від каменя, кинутого в ставок. Разом з обривками спіральних рукавів між гребенями хвиль галактика стає схожою на колесо воза. Саме так і називається один з «виродків» світу галактик. Лобові зіткнення дуже рідкісні, тим більше дивно, що в спокійній галактиці Туманність Андромеди виявлено дві такі хвилі. Про це в жовтні 2006 року повідомила команда астрономів, які спостерігали за допомогою космічного телескопа «Спітцер». Кільця добре видно в інфрачервоному діапазоні в тій області, де випромінює пил, пов'язаний з газовим диском. Комп'ютерне моделювання показало, що причиною незвичайної морфології нашої найближчої сусідки є її зіткнення з галактикою-супутником M32, який близько 200 мільйонів років тому пронизав її наскрізь.
Доля самих супутників галактик сумніша. Припливні сили, зрештою, буквально розмазують їх по орбіті. 1994 року в сузір'ї Стрільця було виявлено карликовий супутник Чумацького Шляху незвичайного виду. Частково зруйнований припливними силами нашої Галактики, він витягнувся в довгу стрічку, що складається з рухомих груп зір протяжністю на небі близько 70 градусів, або 100 тисяч світлових років. Карликова галактика Стрільця тепер вважається найближчим супутником нашої Галактики, відібравши це звання у Магелланових Хмар. До неї всього близько 50 тисяч світлових років. Інша велетенська зоряна петля виявлена в 1998 році навколо спіральної галактики NGC 5907. Чисельні експерименти дуже добре відтворюють такі структури.

## Спостережувані приклади
Світло дуже далеких галактик доходить до нас із глибин минулого. Частка галактик із дуже викривленими фігурами того періоду значно вища, ніж у нашій сучасній області Всесвіту. У цій частці неправильні форми є результатом взаємодії й злиття. Відповідно, такі процеси в минулому були частішими. У нашому районі, цей показник становить всього від одного до двох відсотків[джерело?].
Наступні приклади показують послідовність, залежно від стадії зіткнення і злиття.
| Назва                                           | Тип         | Відстань (млн св. років) | Примітки                                         |
| ----------------------------------------------- | ----------- | ------------------------ | ------------------------------------------------ |
| компактна група Хіксона 87(HGC 87)              | SAc (SB0-a) | 400                      | галактики взаємодіють між собою                  |
| NGC 2207 і IC 2163                              | SAc/SAbc    | 114                      | взаємодія із супутником                          |
| Галактики «Мишки» (NGC 4676-2 і NGC NGC 4676-1) | S0/SB(s)ab  | 300                      | зіштовхуються галактики, «хвіст», викид речовини |
| Галактики «Антенн» (NGC 4038 и 4039)            | SAc/SBm     | 63                       | зіштовхуються галактики, два «хвости»            |

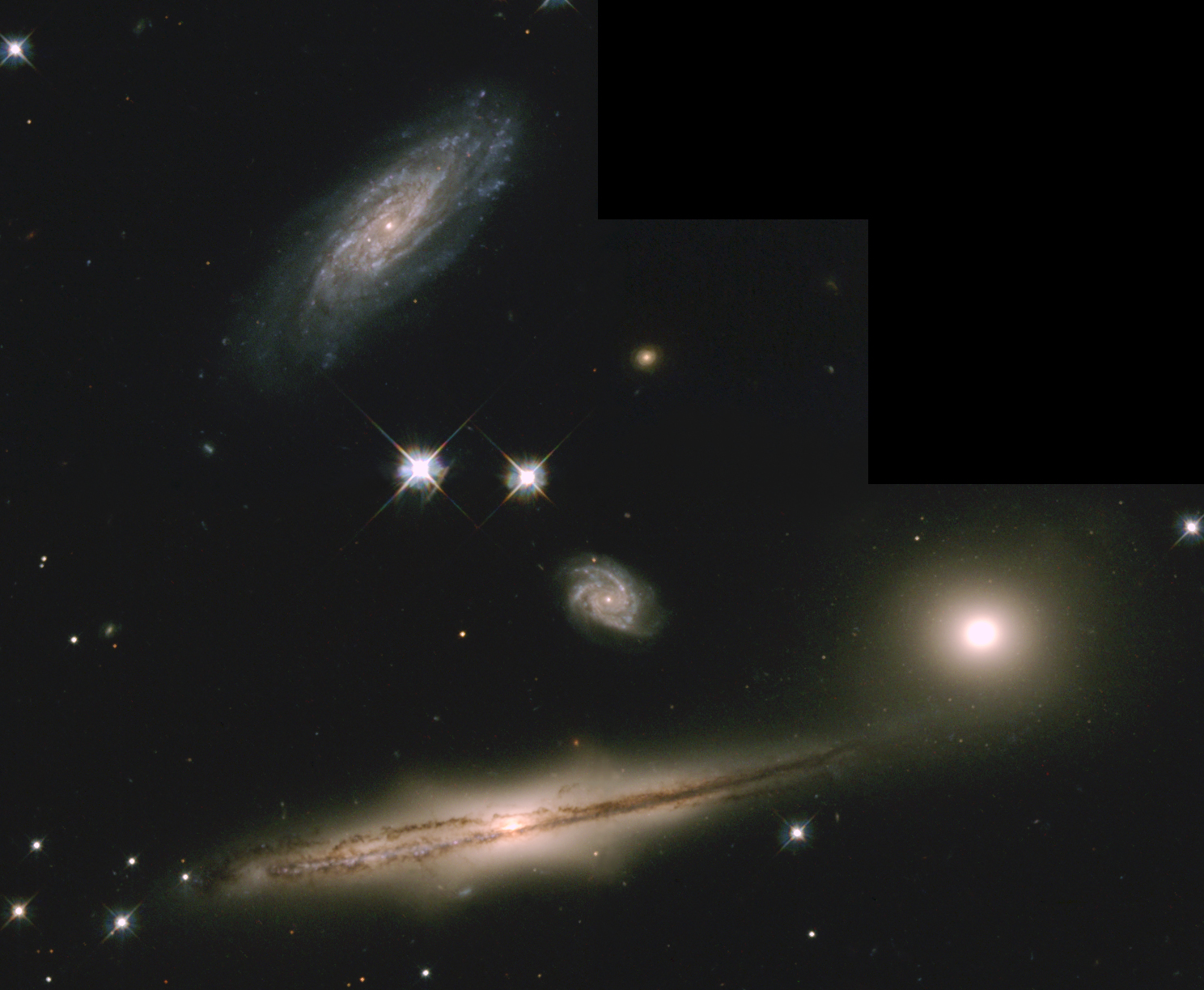
Компактна група Хіксона 87

Компактна група Гіксона 87(HGC 87)(етап конвергенції)
Компактна група Гіксона 87 (HGC 87) формується з сусідніх галактик HGC 87a,HGC 87b, і HGC 87c. Відстань до них близько 400 мільйонів світлових років і розташовані вони в сузір'ї Козерога.
Галактики рухаються назустріч одна одній. Вони настільки зблизилися, що взаємні гравітаційні взаємодії руйнують їх внутрішні структури.
Найбільша галактика з трьох — спіральна галактика HGC 87а (ліворуч). Еліптична галактика HGC 87б (праворуч) поруч. HGC 87a і HGC 87b обидві мають активні ядра, в кожному з яких підозрюється чорна діра. Між цими двома об'єктами відбувається активний газообмін і є зоряні «мости». Газообмін між взаємодіючими галактиками посилюється. Він активізував діяльність своїх основних областей, що призводить до утворення нових зір для наслідування. HGC 87c (на фото вище) це менша спіральна галактика.
Невеликий темний об'єкт у центрі зображення, також спіральна галактика. Раніше було невідомо, чи є вона четвертим членом групи чи просто проектується на групу. Дві яскраві точки приблизно в середині зображення не належать до групи. Це об'єкти, які випадково потрапили в поле зору космічного телескопа імені Габбла.
Імовірно ці галактики розташовані неподалік одна від одної і, таким чином, взаємодіють. Результатом буде злиття всіх трьох галактик з утворенням однієї еліптичної галактики. Процес буде відбуватися протягом, принаймні, кількох сотень мільйонів років..
IRAS 06076-2139
IRAS 06076-2139 - об'єкт,  розташований в сузір'ї Зайця. Дві галактики, що мчать одна повз іншу зі швидкістю близько 2 млн км в секунду. З точки зору NASA, швидкість руху двох галактик досить велика, щоб запобігти їх злиттю. При цьому обидва об'єкти розділяє близько 20 тисяч світлових років, що за космічними мірками — відносно невелика відстань і не перешкоджає їх гравітаційній взаємодії. Як нагадує космічне відомство США, така взаємодія може набувати різних форм - від умовно канібалізму до зіткнення.
NGC 2207 та IC 2163 (фаза удару)

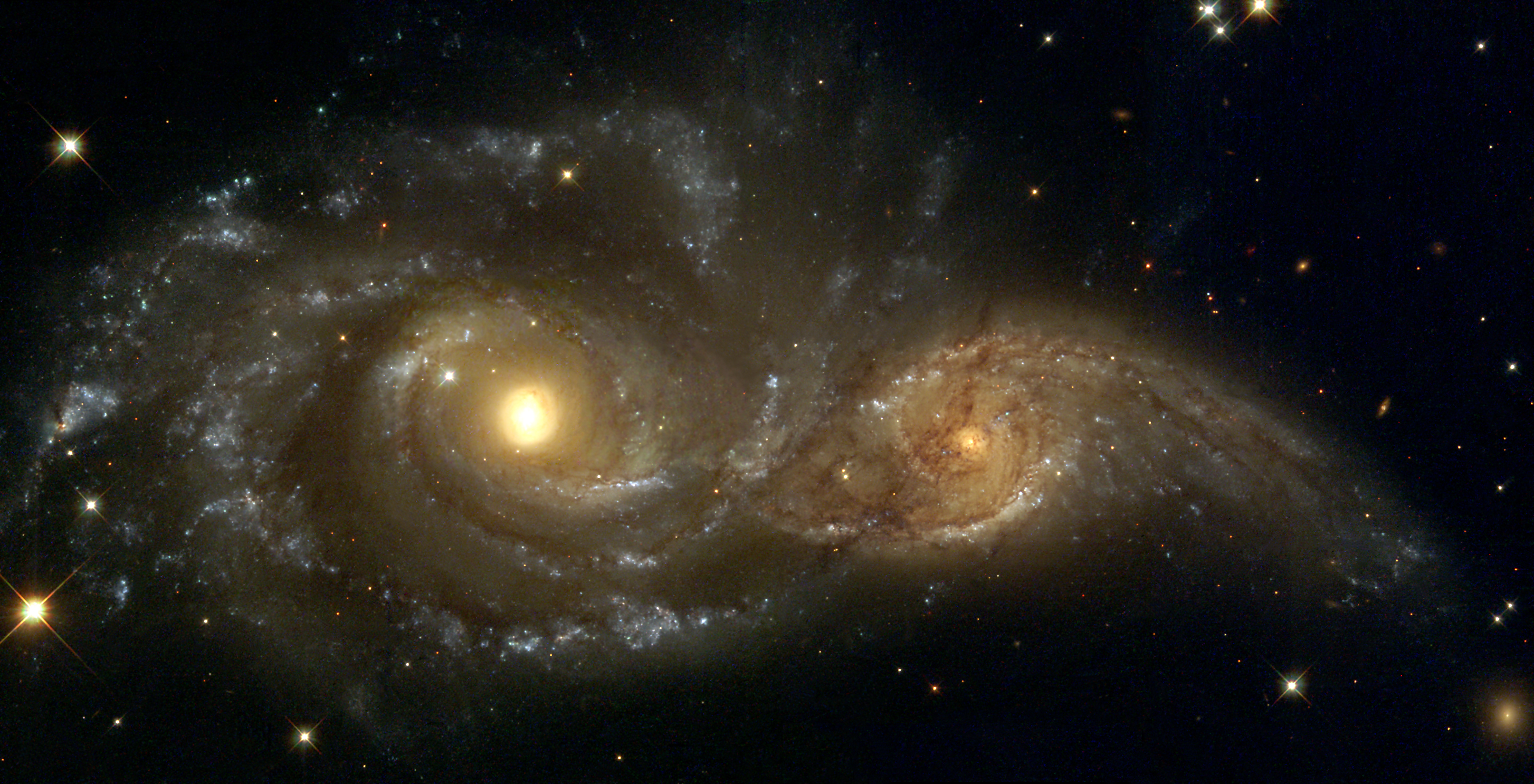
зліва NGC 2207, праворуч IC 2163

NGC 2207 (ліворуч) і IC 2163 (праворуч) чисто спіральні галактики. Вони перебувають на відстані 144 світлових років від Землі[джерело?] в сузір'ї Великого Пса. Ці зоряні системи, дві абсолютно окремі галактики вже в процесі зіткнення, але на відміну від NGC 4676 і Галактик Антени в них тільки починається перша взаємодія.  Вони перебувають у процесі формування, аналогічному NGC 4676, і ймовірно, що врешті-решт стануть подібними до галактик Галактик Антени. Цей період буде розвиватися близько мільярда років у цих великих еліптичних галактик.
NGC 2207 та IC 2163 були виявлені в 1835 році Джоном Гершелем..
NGC 4676, «мишки» (фаза самогравітації)

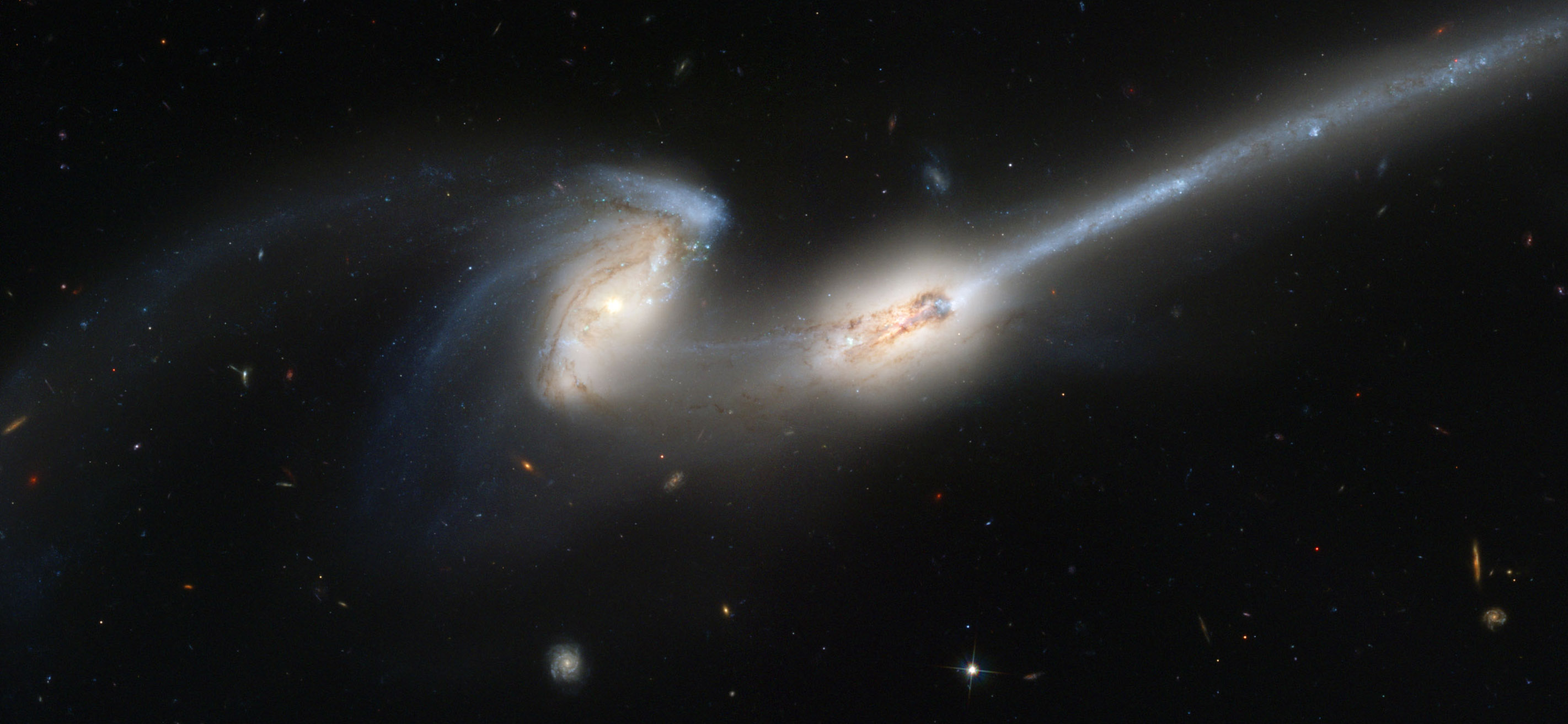
NGC 4676

NGC 4676 («мишки»), або окремо NGC 4676-2 (ліворуч) і NGC NGC 4676-1 (праворуч), пара спіральних галактик. Дві величезні галактики намагаються «розтягти» один одного. Ці спіральні галактики «Мишки», названі так через своїх довгі хвости, які вже пройшли один через одного. Швидше за все, вони будуть стикатися знову й знову, поки не зіллються. Довгі хвости утворилися через те, що вони по-різному притягують ближню і дальню частини один одного. Взаємодія в космосі на таких величезних відстанях відбувається повільно, з характерним часом близько сотень мільйонів років. Галактики NGC 4676 знаходяться на відстані 300 мільйонів світлових років від Сонця, в напрямку на сузір'я Волосся Вероніки. Вони, ймовірно, входять до складу скупчення галактик в сузір'ї Волосся Вероніки. Цей знімок отримано за допомогою вдосконаленої дослідницької камери, встановленої на космічному телескопі ім. Габбла. Вона чутливіша й охоплює більше поле зору, ніж інші камери космічного телескопа. Завдяки великій чутливості камери та принципу «Серендіпіті» (serendipity — випадкове щасливе відкриття, англ.), на знімку виявлено далекі галактики в межах поля зображення.
Галактики «Антени» (NGC 4038 і NGC 4039) (фаза злиття)

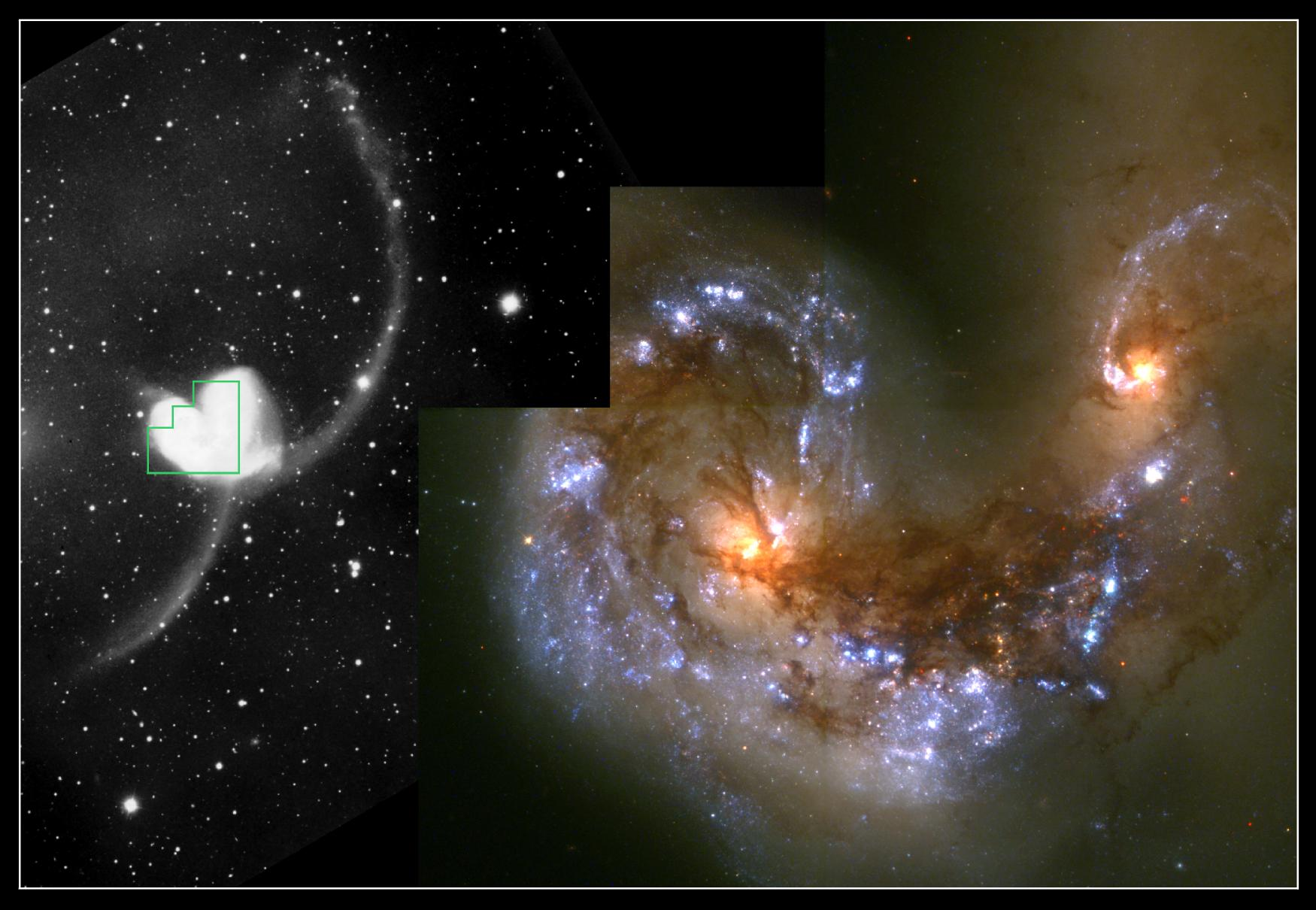
Галактики «Антени». Галактика NGC 4038 (ліворуч), Галактика 4039 (праворуч)

Галактика Антенн (NGC 4038 и 4039) — взаємодіючі галактики в сузір'ї Ворона. Віддалена від Сонця приблизно на 63 млн світлових років. Галактика Антенн (NGC 4038 і 4039) отримала свою назву завдяки двом величезним, довгим викидам пилу й газу, які вирвані з цих галактик в процесі злиття. Спочатку, кілька сотень млн. років тому, це були дві окремі галактики, які почали поступове зближення і взаємодію одна з одною. Зараз вже важко розрізнити, але схоже, що NGC 4038 була класичною спіральною галактикою, а її сусідка — спіральною з перемичкою.
Під час зіткнення галактик, ймовірність зіткнення зір між собою вкрай мала. Замість цього зіштовхуються протяжні хмари газу й пилу, що дає поштовх до зореутворення. У цій галактиці якраз і виявлено області активного зореутворення.
Цікаво й те, що через мільярди років, така ж доля чекає наш Чумацький шлях і Туманність Андромеди. Вони являють собою точно таку ж пару галактик, які зближуються, — наш Чумацький Шлях — спіральна галактика з баром, а Андромеда — класична спіральна галактика.
Кільцеподібна галактика (період стабілізації)

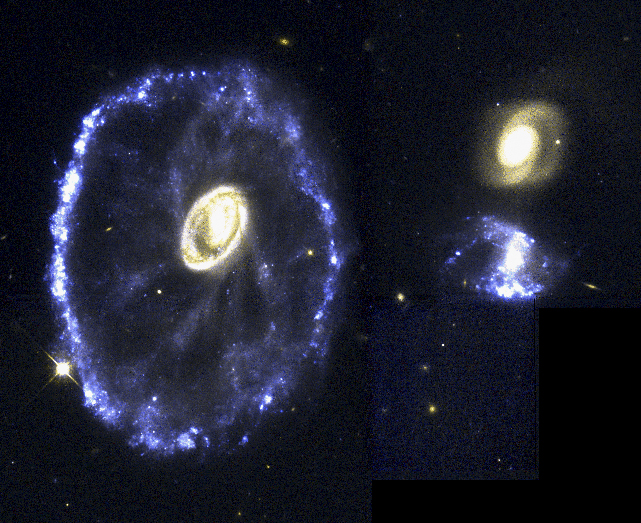
Кільцеподібні галактики

Найбільш імовірним механізмом народження кільцеподібних галактик є зіткнення велетенської й карликової галактик. Коли карликова галактика проходить через центр велетенської, від місця зіткнення поширюється хвиля зореутворення, що, з часом, призводить до появи яскравого кільця. Для деяких галактик, наприклад AM 0644-741 вдалося виявити ймовірну галактику-ударник, яка стала причиною утворення кільця.
Найбільш типовим представником таких галактик є об'єкт Хога (PGC 54559), відкритий 1950 року. Примітно, що в незаповнений простір між ядром і кільцем галактики Хога проектується інша кільцева галактика. Також до кільцеподібних галактик відносять AM 0644-741, Колесо воза (ESO 350-40). А в групі Arp 147 є відразу дві кільцеподібні галактики.

## Можливе зіткнення галактик Чумацький Шлях і Туманність Андромеди
Щоб безпосередньо спостерігати процеси взаємодії галактик, людству потрібно прожити ще близько 3 млрд років. Наша Галактика Чумацький Шлях та подібна за розмірами й будовою Галактика Андромеди наближаються одна до одної зі швидкістю близько 300 км/с. Щоправда, зараз важко визначити, чи відбудеться безпосереднє зіткнення або ж вони пролетять поруч, лише злегка «зачепивши» одна одну. Проте, ця подія має кардинально змінити стан нашої Галактики. При незначній взаємодії, на підставі спостережуваних взаємодій в далекому космосі, можна припустити, що зміни вплинуть на форму периферійних ділянок. Можливий також обмін міжзоряним газом і перерозподіл темної матерії.
При зіткненні й злитті в результаті може утворитися нова галактика. Відповідно, Сонячна система може опинитися в зовсім іншому оточенні. Імовірність зіткнення Сонця з іншою зорею дуже мала. Набагато більшу небезпеку можуть становити спалахи гамма-випромінювання. Поки їх природа достеменно не вивчена, і точно не відомо, що саме їх породжує, але не виключено, що викид цієї енергії відбувається одночасно з процесами, що відбуваються при злитті галактик.

## Коли сили нерівні
При злитті великої галактики з набагато меншим за розмірами супутником або з карликовою галактикою кінцевий результат буде не на користь останньої. Існує два основних шляхи розвитку подій - повне поглинання супутника або його частковий проліт крізь диск. Повне поглинання галактикою супутника відбувається при його низькій швидкості і або малій масі. Його слабке гравітаційне поле не здатне витримати тиск з боку великої галактики. Поступово супутник змінюється в формі, витягується, і його зорі утворюють зоряний потік.
Зрештою залишається лише центральне ядро, яке з часом змінить свою траєкторію і почне взаємодіяти з усіма об'єктами диска. Природно, це не мине безслідно для «галактики-поглинача». У більшості випадків будуть спостерігатися процеси, схожі з такими при злитті галактик взагалі: деформація диска, іноді - руйнування спіральних рукавів, збільшення яскравості й товщини диска, перетікання хмар газу. Швидкість всього процесу поглинання буде залежати ще й від «місця влучання» супутника в диск.
Приклад такої взаємодії — Чумацький Шлях і його супутник, названий карликовою сфероїдальною галактикою в Стрільці. Вважається, що «потік Стрільця» - довгий «хвіст», що складається з перетягнутих від галактики-супутника зір. На даний момент вона значно «збіднена» зорями і в найближчому майбутньому зіллється з речовиною диска Чумацького Шляху.
Можливий і наскрізний проліт деяких частин галактики-супутника. Свідчать про це криволінійні, дугові або навіть петлеподібні сліди із зір, газу й пилу, що залишилися від супутників, які подолали гравітацію великої галактики й вилетіли далі. Їх ядра значно збіднені на зорі і міжзоряний газ. Наочний приклад являю собою об'єкт NGC 5907, від якого відходить петлеподібний слід, імовірно залишений карликовою галактикою, що пролетіла крізь диск, але не вирвалася з потужного гравітаційного поля.